# Thomas Built Buses
Thomas Built Buses (också känt som endast Thomas) är en amerikansk busstillverkare och tidigare tillverkade av spårfordon. Thomas Built Buses grundades 1916 som Perley A. Thomas Car Works och tillverkade under första delen av 1900-talet spårvagnar och bussar, men ändrade sedan inriktning mot bussar. År 1972 ändrades namnet till Thomas Built Buses. 
Företaget är mest känt för sina gula skolbussar, men också för sina stadsbussar och turistbussar. Thomas Built Buses är idag en del av Daimler Trucks North America, ett företag inom Daimlerkoncernen. Thomas Built Buses har haft sitt huvudkontor i High Point i North Carolina sedan starten 1916.
Thomas Built Buses brukar också specialbygga bussar från andra företag, till exempel Chevrolet, Ford, Freightliner, International Harvester, och Dodge.

## Bildgalleri

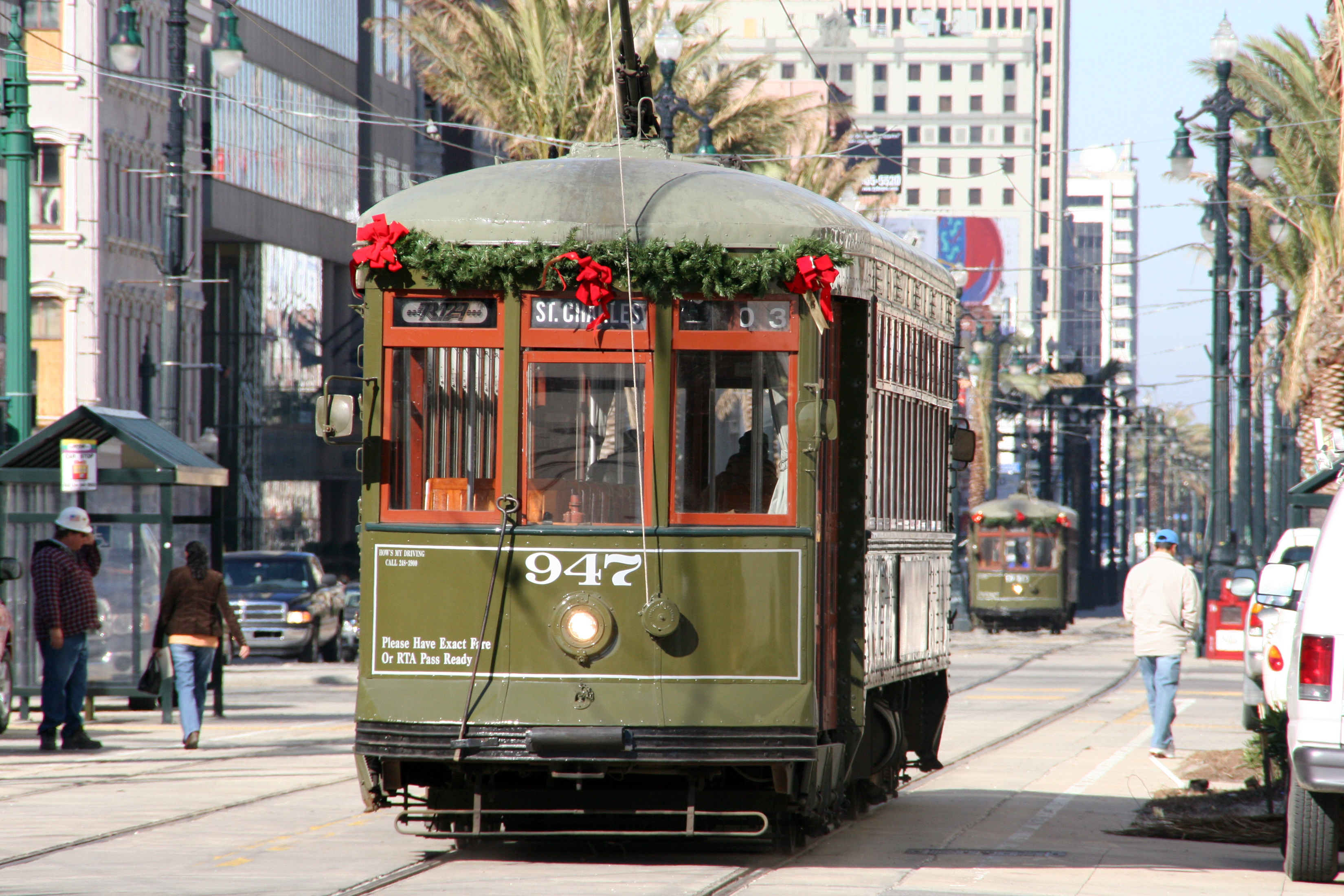
New Orleans spårväg-spårvagnar Series 900 på Canal Street, tillverkade på 1920-talet
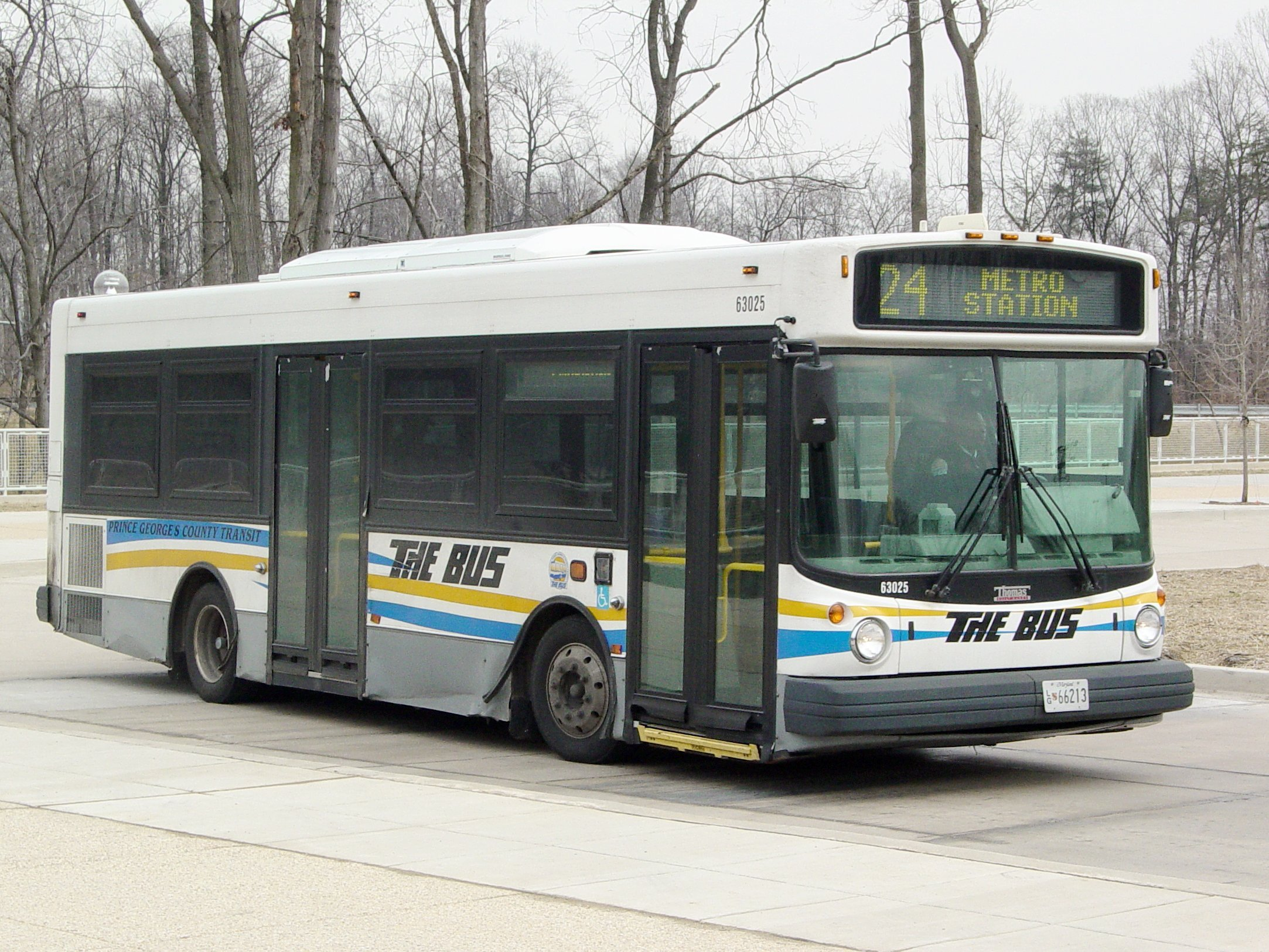
Thomas/Dennis SLF200 för Prince George's Countys busstrafik i Maryland
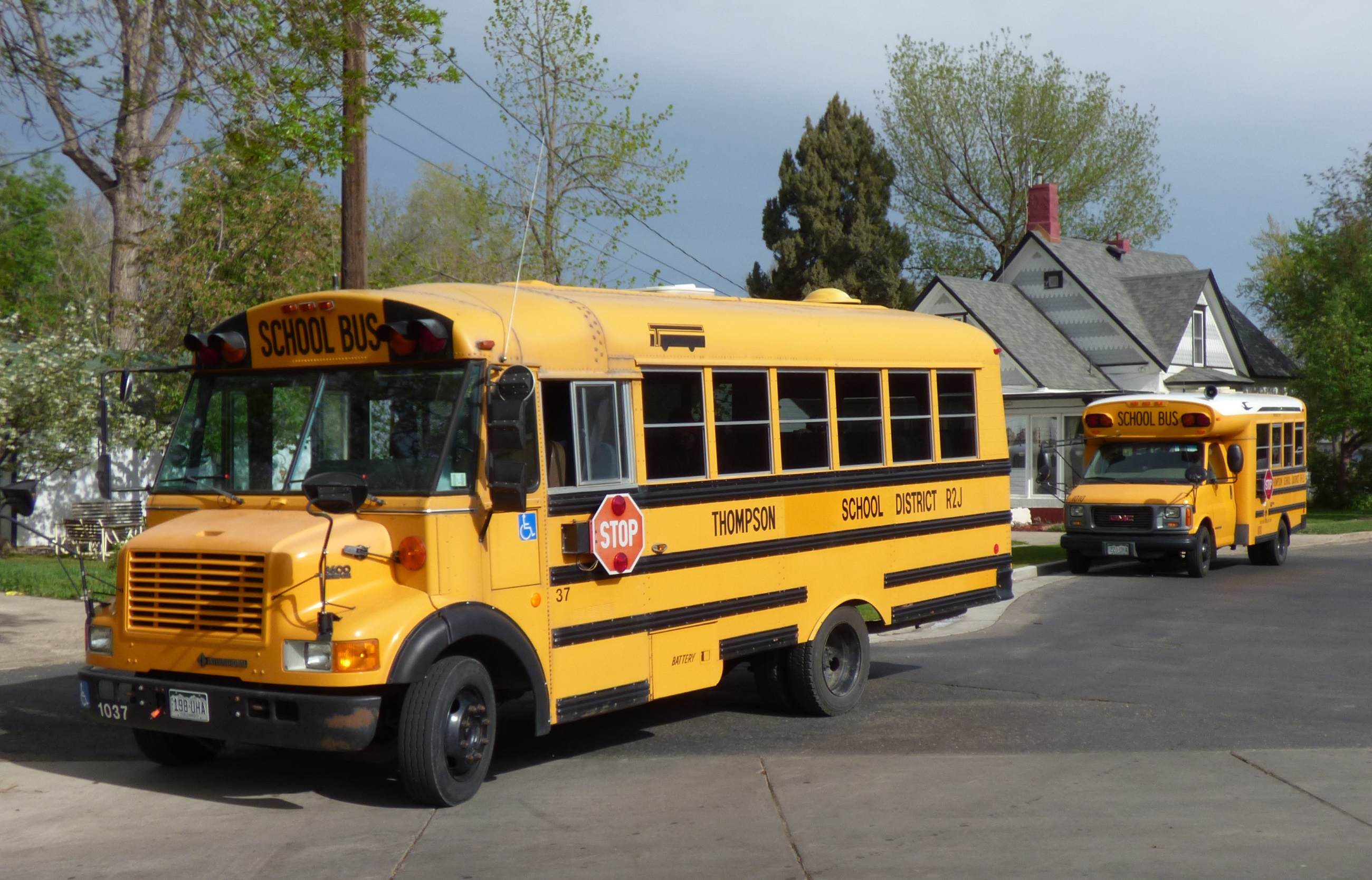
Skolbuss Thomas Vista på International-chassi, tillverkad 1995
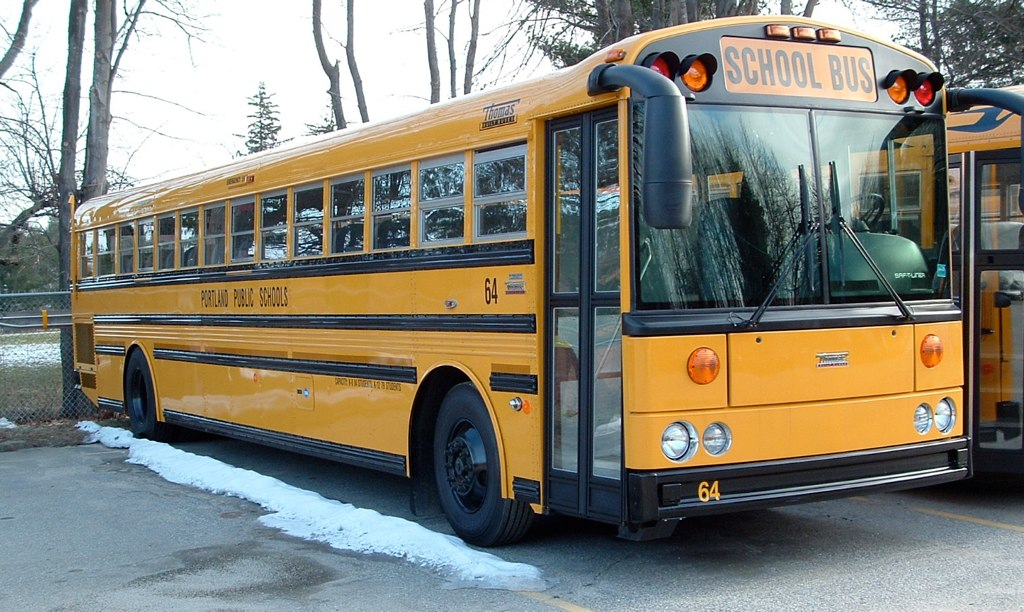
Skolbus Thomas Saf-T-Liner HDX